# 영양로
영양로(Yeongyang-ro)는 경상북도 청송군 진보면 월전리 월전삼거리와 영양군 일월면 용화리 영양터널 북단을 잇는 경상북도의 도로이다. 영양군 지역에서 타 지역으로 이어지는 주 간선도로이며 전 구간 국도 제31호선에 속한다.

## 연혁
- 1997년 9월 20일 : 섬촌교(영양군 일월면 섬촌리) 940m 구간 재가설 개통, 기존 360m 구간 폐지[1]
- 2003년 1월 1일 : 영양우회도로(영양군 영양읍 현리 ~ 동부리) 6.005km 구간 확장 개통, 기존 4.5km 구간 폐지[2]
- 2009년 7월 30일 : 2개 이상 시·군에 걸쳐 있는 도로로 영양로를 고시[3]
- 2014년 10월 29일 : 입암우회도로(영양군 입암면 삼산리 ~ 신구리) 2.06km 구간 신설 개통[4]

## 주요 경유지
경상북도
- 청송군 진보면 - 영양군 (입암면 · 영양읍 · 일월면)

## 노선
| 이름                          | 접속 노선                            | 소재지 | 소재지 | 비고                                                                             |
| ----------------------------- | ------------------------------------ | ------ | ------ | -------------------------------------------------------------------------------- |
| 월전삼거리                    | 국도 제31호선 국도 제34호선 (경동로) | 청송군 | 진보면 | 국도 제31호선 구간                                                               |
| 월전교                        |                                      | 청송군 | 진보면 | 국도 제31호선 구간                                                               |
| 흥구교                        |                                      | 영양군 | 입암면 | 국도 제31호선 구간                                                               |
| (흥구)                        | 지방도 제911호선 (석보로) 흥구길     | 영양군 | 입암면 | 국도 제31호선 구간 지방도 제911호선 구간                                         |
| 노달교 고구령재 (생태통로)    |                                      | 영양군 | 입암면 | 국도 제31호선 구간 지방도 제911호선 구간                                         |
| 산해 교차로                   | 마령산해로                           | 영양군 | 입암면 | 국도 제31호선 구간 지방도 제911호선 구간                                         |
| 청암1교                       |                                      | 영양군 | 입암면 | 국도 제31호선 구간 지방도 제911호선 구간                                         |
| 청암 교차로                   | 지방도 제911호선 (청기로)            | 영양군 | 입암면 | 국도 제31호선 구간 지방도 제911호선 구간                                         |
| 신구 교차로                   | 입암로                               | 영양군 | 입암면 | 국도 제31호선 구간                                                               |
| 입암교                        |                                      | 영양군 | 입암면 | 국도 제31호선 구간                                                               |
| 감천1교 감천2교               |                                      | 영양군 | 영양읍 | 국도 제31호선 구간                                                               |
| 현리1교                       | 중앙로                               | 영양군 | 영양읍 | 국도 제31호선 구간                                                               |
| 현리2교                       |                                      | 영양군 | 영양읍 | 국도 제31호선 구간                                                               |
| 삼지교                        | 지방도 제918호선 (영양창수로)        | 영양군 | 영양읍 | 국도 제31호선 구간                                                               |
| 동부리                        | 지방도 제918호선 (중앙로)            | 영양군 | 영양읍 | 국도 제31호선 구간 지방도 제918호선 구간 봉화 방면 진출 불가 진보 방면 진입 불가 |
| 일월삼거리                    | 지방도 제918호선 (재일로)            | 영양군 | 일월면 | 국도 제31호선 구간 지방도 제918호선 구간                                         |
| 일월교 일월면사무소           |                                      | 영양군 | 일월면 | 국도 제31호선 구간                                                               |
| 섬촌교                        | 섬촌길                               | 영양군 | 일월면 | 국도 제31호선 구간                                                               |
| 덕봉교                        | 가천로                               | 영양군 | 일월면 | 국도 제31호선 구간                                                               |
| 칠성교 칠성2교 칠성3교 와구교 |                                      | 영양군 | 일월면 | 국도 제31호선 구간                                                               |
| 문암삼거리                    | 국도 제88호선 (한티로)               | 영양군 | 일월면 | 국도 제31호선 구간 국가지원지방도 제88호선 구간                                  |
| 문상교                        |                                      | 영양군 | 일월면 | 국도 제31호선 구간 국가지원지방도 제88호선 구간                                  |
| 용화교                        | 절구길                               | 영양군 | 일월면 | 국도 제31호선 구간 국가지원지방도 제88호선 구간                                  |
| 영양터널                      |                                      | 영양군 | 일월면 | 국도 제31호선 구간 국가지원지방도 제88호선 구간 연장 600m                        |
| 갈산로와 직결                 |                                      |        |        |                                                                                  |

## 주요 건물 및 시설
- 입암초등학교 방전분교 (폐교, 경상북도 영양군 입암면 영양로 197-16)
- 영양고추홍보전시관, 영양분재야생화테마파크 (경상북도 영양군 입암면 영양로 883-16)
- 영양산촌생활박물관 (경상북도 영양군 입암면 영양로 963)
- KGC인삼공사 경북구매장 (경상북도 영양군 일월면 영양로 2240)
- 일월우체국 (경상북도 영양군 일월면 영양로 2373)
- 일월치안센터 (경상북도 영양군 일월면 영양로 2383)
- 일월초등학교 (경상북도 영양군 일월면 영양로 2396-9)
- 일월보건지소 (경상북도 영양군 일월면 영양로 2401)
- 일월면사무소 (경상북도 영양군 일월면 영양로 2419)
- 용화보건진료소 (경상북도 영양군 일월면 영양로 3773)